# Henk van der Veer
Henk van der Veer (Sneek, 24 oktober 1954) is onderwijzer, schrijver en de stadsdichter van Sneek.

## Onderwijzer
Na het afronden van de ULO ging Van der Veer naar de kweekschool. Na een korte periode van militaire dienst was hij invalkracht op verschillende basisscholen. Van 1978 tot 1983 was hij werkzaam op de Van Haersma Bumaschool in Hommerts. Hierna werkte hij in het speciaal onderwijs in Sneek.

## Schrijver
Als schrijver en dichter legt Van der Veer zich toe op het Fries en Snekers. Zijn werk verschijnt in een aantal regionale kranten, waaronder het Sneeker Nieuwsblad en de Wijd & Zijd. Hij is ook redacteur van De Moanne. Sinds 2010 verzorgt hij een vaste rubriek in de Friesland Post.
Van der Veer draagt regelmatig uit eigen werk voor in cafés en tehuizen in Sneek en omgeving.
In 2000 werkte hij regelmatig samen met fotograaf Paul van Goor. Samen brachten ze Kajapoetoaly uit. In 2003 kwam Van der Veer met de kalender Spoetnik.
De gemeente Sneek onderscheidde Van der Veer in 2004 met de cultuurprijs de Zilveren Kerstbal.

### Bundels
- 2003 - Spoetnik
- 2000 - Kajapoetoaly
- 2000 - Om 'e noard
- 2000 - Fanou ut Plein
- 1994 - Deagewoandea
- 1994 - Melkboerehonnehaar
- 1992 - Dàt ok noch
- 1992 - Je mutte hore wie ut seit
- 1989 - Skrousk

### Overige
- 2007 - Als ik later groot ben ... (jubileumboek)
- 1997 - v.v. HJSC 1947-1997 (jubileumboek)
- 1995 - In útjouwerij fan QuizeQuânsje (jubleumboek)
- 1990 - Willem Santema; in fersetsman, 1902-1944 (met Willem O. Santema, over Willem Santema)